# Megaselia withersi
Megaselia withersi är en tvåvingeart som beskrevs av Ronald Henry Lambert Disney 2008. Megaselia withersi ingår i släktet Megaselia och familjen puckelflugor.
Artens utbredningsområde är Frankrike. Inga underarter finns listade i Catalogue of Life.